# Klub otpisanih
Klub otpisanih (eng. Community) je američka televizijska humoristična serija koju je stvorio Dan Harmon, a koja je premijerno prikazana 17. rujna 2009. na NBC-u. Serija prati skupinu studenata na državnom koledžu u izmišljenom mjestu Greendale, u saveznoj državi Colorado. Serija često koristi meta-humor i reference na pop-kulturu te često pravi parodije na filmske i televizijske klišeje. Klub otpisanih je dobio oduševljene pohvale kritičara te je zaradio kultni status.
Dana 10. svibnja 2013, NBC je obnovio seriju za petu sezonu koja će se sastojat od 13 epizoda, a Harmon će se vratit kao glavni producent i pisac nakon dugog odsustva.

## Radnja
Klub otpisanih je postavljena na državni koledž Greendale, a serija započinje s Jeffom, suspendiranim odvjetnikom, koji poziva bivšu političku aktivisticu imena Britta na izmišljenu grupu za učenje španjolskog, kako bi je zaveo. Međutim, Britta poziva Abeda, još jednog studenta sa satova španjolskog, čime poremeti Jeffove planove, a Abed pak poziva još četiri studenata sa satova španjolskog (Troya, Annie, Shirley i Piercea), a grupa za učenje postaje stvarna. Unatoč njihovim različitim dobima, podrijetlu i osobnosti, grupa raste zajedno, a svatko s vremenom razvija blizak odnos sa svakim drugim. Skupina, kao entitet, prilično je egocentrična, a s drugim studentima pričaju samo u prolazu, a to je i onda samo uglavnom zbog natjecanja, argumenata, ili svađa. Takvo ponašanje potiče njihov blistavi dekan, koji često naglašava njih kao njegove najdraže studente (pogotovo Jeffa), čak ide toliko daleko da posjeti njihovu radnu sobu kako bi im rekao o požaru koji je izbio prije nego što je on upozorio ostatak škole. Svaki član skupine ima nekoliko nedostataka ličnosti koje su često istaknute na razne načine.

## Glumci i likovi
Serija se fokusira na skupinu likova koji pripadaju studentskoj grupi u državnom koledžu, kao i na drugo nastavno osoblje.
- Joel McHale kao Jeff Winger, suspendirani odvjetnik koji se upisuje na Greendale nakon što njegova tvrtka otkriva da je lažno tvrdio da je diplomirao na Sveučilištu Columbia, to je u stvari iz zemlje Kolumbija. Ženskar i narcista, on je često viđen koristeći svoj šarm kako bi dobio na svoj način. Jeff često trikove ili nagovara ostale članove skupine da će učine sav rad za njega.

- Gillian Jacobs kao Britta Perry, bivši aktivist i anarhist koja je putovala širom svijeta nakon što je odustala od srednje škole, ali sada pokušava preusmjeriti svoj život u novom smjeru. Isprva, Britta postavlja pročelje, pojavljujući se inteligentna i cool na početku serije. Međutim, kako ju skupina sve više upoznaje, šarmantni nedostatci u njezinoj osobnosti su sve očitiji.

- Danny Pudi kao Abed Nadir, pop-kulturom opsjednuti palestinsko-poljski student filmske umjetnosti s enciklopedijskim znanjem TV emisija i filmova. Abed ima problema u interakciji s drugima, a njegovi prijatelji daju naslutiti da on ima Aspergerov sindrom. U povodu, Abed je prikazao mehanizme suočavanja sa stvarima kojima se on ne može nositi, kao naprimjer vidi sve u stop-motion animiranoj avanturi ili je uvjeren da je Batman. Abed je najveći izvor meta-humora u seriji, a on često interpretira njihove svakodnevne avanture uspoređujući ih s TV klišejima.

- Yvette Nicole Brown kao Shirley Bennett, samohrana majka i kršćanka ide u školu započeti posao. Shirley je često viđena kao "majka" skupine, a često se koristi time kako bi manipulirala njima time što je pasivno-agresivna i apelirajući na njihov osjećaj krivnje.

- Alison Brie kao Annie Edison, najmlađa u skupini, kompulzivno opsjednuta uspjehom, neumoljivo organizirana i relativno nevina. Unatoč tome, Annie završi u Greendaleu umjesto u školi Ivy League, jer je razvila ovisnost za tabletama Adderall dok je studirala za završni ispit, što joj je donijelo nadimak Annie Adderall. To je dovelo do velikog sloma i boravka u klinici za rehabilitaciju, a također je odbačena od strane svojih roditelja. Annie je bila iznimno nepopularna u srednjoj školi, do te mjere da su je čak i profesori mrzili.

- Donald Glover kao Troy Barnes, bivša srednjoškolska zvijezda i bek koji je izgubio stipendiju za poznato sveučilište kada je povrijedio rame radi skoka preko bačve piva. Troy je išao u istu srednju školu kao i Annie, ali nije nikada razgovarao s njom niti ju je prepoznao napočetku serije. Troy seriju započinje opsesijom da bude cool, ali s obzirom na njegovo prijateljstvo s Abedom, on nam prikaže svoju štrebersku i djetinjastu stranu.

- Chevy Chase kao Pierce Hawthorne (sezona 1. – 4.), milijunaš koji se upisuje na Greendale zbog dosade. Pierce se često vidi kao član koji se najmanje sviđa grupi zbog njegove osobne važnosti, nedosljednosti i povremene revnošću. Unatoč njegovoj očitoj aroganciji, Pierce je svjestan svog mjesta u skupini, a on se često pokušava da pojavit cool i pokušava se više svidit drugima. U završnici četvrtne sezone, Pierce napokon odluči diplomirati i napusti Greendale.

- Ken Jeong kao "Señor" Chang Ben, iznimno poremećen čovjek, napočetku je bio profesor španjolskog grupi za učenje sve dok škola nije otkrila da ne posjeduje kvalifikacije koje je rekao da ima. Nakon toga postane student, a nakon toga i zaštitar Greendalea. Changovo ludilo na stvarnost često ga dovode da napravi ekstremne akcije bez ikakvog razloga. U četvrtoj sezoni, on tvrdi da ima “Changneziju“ i za novo ime uzima Kevin. Međutim, pokazano da se pravi takav zato što radi za nekog, tj. Pravi se da ima amneziju, odnosno „Changneziju“.

- Jim Rash kao dekan Craig Pelton, dekan Greendalea, koji očajnički želi da njegova škola bude poput pravog sveučilišta, i odlazi do prekomjerne duljine kako bi se pojavio politički korektan. Iako je njegova seksualna orijentacija naprosto dvosmislena, on je strastveni cross-dresser (osoba koja voli oblačit odjeću suprotnog spola) koji često prikazuje svoj fetiš prema Dalmatincima. Dekan Pelton smatra grupu kao svoje omiljene studente i ima opsesivnu simpatiju pre

## Vanjske poveznice
- Službena stranica
- Klub otpisanih na IMDb
- Klub otpisanih  Arhivirana inačica izvorne stranice od 22. lipnja 2013. (Wayback Machine) na [TV.com]
- Greendale Community College - stranica